# Moon Knight
Moon Knight, il cui vero nome è Marc Spector, è un personaggio dei fumetti, creato da Doug Moench (testi) e Don Perlin (disegni) pubblicato dalla Marvel Comics. Appare per la prima volta, in un racconto in due parti, sulle pagine di Werewolf by Night (vol. 1) n. 32 (agosto 1975). In italiano è stato inizialmente presentato con il nome Lunar.
Marc Spector era originariamente un mercenario che, dopo essere stato ferito a morte nel deserto da un suo complice particolarmente spietato, venne rianimato dal dio della luna egizio Khonshu, diventando un giustiziere in sua vece noto con il nome di Moon Knight; nel corso degli anni, Spector ebbe diversi alter ego tra cui i più importanti sono l'uomo d'affari miliardario Steven Grant, il tassista Jake Lockley e il consulente Mr. Knight.
Successivamente viene rivelato che Spector è affetto da un disturbo dissociativo dell’identità (in alcune storie indicato erroneamente come schizofrenia), a causa del quale la sua mente è fratturata in diversi alter ego. Alcuni sono relegati a singole storie e possono avere l'aspetto di personaggi già esistenti (come Wolverine, Capitan America, Spider-Man ed Eco), mentre gli unici ricorrenti sono quelli di Grant e Lockley. La causa del disturbo è variata nel corso degli anni: secondo qualche versione esso deriva da un trauma infantile, mentre secondo altre è nato come forma di “danno cerebrale” a causa della sua connessione psichica con Khonshu, sviluppata da quando Spector era giovane.
Il personaggio è stato classificato dalla rivista Wizard come il 149° più grande personaggio dei fumetti di tutti i tempi. IGN ha elencato Moon Knight come l'89° più grande personaggio dei fumetti, affermando che Moon Knight rappresenta pressappoco il concetto di cosa accadrebbe se Batman avesse un disturbo dissociativo dell’identità. Sempre IGN lo ha classificato al 49º posto nella lista dei 50 Avengers migliori.

## Pubblicazioni
Il debutto su Werewolf by Night piacque, e a Moon Knight vennero dedicate un paio di storie su Marvel Spotlight numeri 28-29 (1976), scritte e disegnate dai suoi creatori.
In seguito, ebbe svariate apparizioni su testare regolari di altri personaggi (come Spectacular Spider-Man numeri 22-23 o Defenders numeri 48-50), e guadagnò anche un suo spazio su alcuni numeri di Hulk! (nn. 11-15, 17-18, 20-21 - 1978-1979), prima che gli venisse dedicata una serie regolare nel 1981.
Di seguito le serie e/o miniserie dedicate al personaggio, prima di ognuna è indicata la numerazione degli albi per aggregazione, accreditata ufficialmente dal progetto Marvel Legacy:
- nn. 1-38 - Moon Knight (vol. 1[7]), novembre 1980 - luglio 1984, durata 38 numeri
- nn. 39-44 - Moon Knignt: Fist of Khonshu, giugno-dicembre 1985, durata 6 numeri
- nn. 45-104 - Marc Spector: Moon Knight, giugno 1989 - marzo 1994, durata 60 numeri
- nn. 105-134 - Moon Knight (2006/Vol.4[7]), giugno 2006 - luglio 2009, durata 30 numeri
- nn. 135-144 - Vengeance of the Moon Knight, novembre 2009 - settembre 2010, durata 10 numeri
- nn. 145-156 - Moon Knight (2011/Vol.5[7]), luglio 2011 - giugno 2012, durata 12 numeri
- nn. 157-173 - Moon Knight (2014/Vol.6[7]), maggio 2014 - settembre 2015, durata 17 numeri
- nn. 174-187 - Moon Knight (2016/Vol.7[7]), giugno 2016 -luglio 2017, durata 14 numeri
- dal gennaio 2018 la serie riprende con la pubblicazione di Moon Knight n. 188, tenendo conto di tutti gli albi usciti dal 1980 in poi.

## Storia editoriale
Il personaggio ha debuttato in Werewolf by Night n. 32 (nell’agosto 1975), scritto da Doug Moench con disegni di Don Perlin e Al Milgrom; nella storia, è un mercenario assunto dal Comitato per catturare il protagonista. Il team creativo ha fornito a Moon Knight simboli lunari e armi d'argento (letali per un lupo mannaro) per contrassegnarlo come un antagonista adatto per il protagonista licantropo. La storia in due parti continua nel numero 33, quando Moon Knight si rende conto che Russell è una vittima piuttosto che un mostro e decide di aiutarlo. Una visione demoniaca di Moon Knight è poi apparsa in Werewolf by Night n. 37, nel marzo 1976.
Gli editori Marv Wolfman e Len Wein apprezzarono il personaggio e decisero di dargli una storia da solista in Marvel Spotlight n. 28–29 (giugno / agosto 1976), sempre per mano di Doug Moench e Don Perlin. La storia, insieme a Spectacular Spider-Man n. 22–23 (settembre/ottobre 1978, scritta da Bill Mantlo), rappresenta Moon Knight come un personaggio più eroico: la sua associazione con il Comitato malvagio durante la sua prima apparizione viene giustificata come una missione sotto copertura. Moon Knight fa un’apparizione anche in Marvel Two-in-One n. 52, scritto da Steven Grant con disegni di Jim Craig. Ne Difensori n. 47–51, Moon Knight si unisce brevemente ai Difensori durante la loro guerra contro lo Zodiaco.
Moon Knight apparve come personaggio ricorrente in The Rampaging Hulk n. 11–15, n. 17–18 e n. 20, oltre che in una storia in bianco e nero nella pubblicazione della rivista Marvel Preview n. 21, tutte scritte da Doug Moench. L'artista Bill Sienkiewic, che disegnò il personaggio nei fumetti di Hulk, creò per Moon Knight un nuovo look fortemente influenzato dall'arte di Neal Adams, che a quel tempo era popolare per il suo lavoro su Batman e Lanterna Verde/Freccia Verde per la DC Comics. Questo, insieme ai metodi di Moon Knight e all'atmosfera delle sue storie, cementò la percezione tra alcuni lettori che il personaggio fosse la versione Marvel di Batman. Hulk e Marvel Preview fornirono a Moon Knight una parziale storia di origini e introdussero suo fratello Randall Spector, che successivamente sarebbe diventato un suo avversario ricorrente.

### Volume 1
Moon Knight ricevette la sua prima serie da solista in corso nel 1980; il team creativo era composto da Doug Moench e Bill Sienkiewicz. Il personaggio ricevette nel primo numero un’ampliata storia delle origini, inclusa la “resurrezione” di Spector nella tomba di Khonshu, suggerita dall’editore Denny O’Neil e furono introdotti diversi personaggi secondari e il nemico ricorrente Bushman.
In seguito al buon risultato delle prime vendite, la Marvel rese la serie Moon Knight un titolo di punta disponibile nei negozi di fumetti a partire dal numero 15. La miniserie complementare Moon Knight: Special Edition ristampò le storie di Hulk e Marvel Preview con Moon Knight a colori e in formato fumetto standard, riadattandole dal loro formato rivista originale. Sienkiewicz smise di scrivere a matita la serie dopo il numero 30, anche se continuò a contribuire con le copertine fino alla fine della serie con il numero 38.

### Volume 2
Nel 1985, la Marvel riorganizzò il personaggio con una nuova miniserie in 6 numeri chiamata Moon Knight, di Alan Zelenetz e Chris Warner. La miniserie era intitolata "Il pugno di Khonshu". Solo i primi 4 numeri vennero scritti da Zelenetz, gli ultimi due numeri invece furono scritti ciascuno da un autore diverso. Oltre a fornire a Moon Knight nuove armi a tema egiziano, questa miniserie rivela che la forza di Marc Spector aumenta in base alle fasi lunari.

### Marvel Fanfare e i Vendicatori della Costa Ovest
Dopo la miniserie "Il pugno di Khonshu", Moon Knight apparve in Marvel Fanfare per due numeri (n. 30 e n. 38) e diventò un membro regolare della serie Vendicatori della Costa Ovest (n. 21–41 e Annuals n. 1–3), scritto da Steve Englehart. Quando John Byrne divenne lo sceneggiatore della serie, Moon Knight fu escluso dalla squadra dei Vendicatori della Costa Ovest.

### Marc Spector: Moon Knight
Dopo un posto come ospite in Punisher Annual n. 2 (parte della trama di Atlantis Attacks), al personaggio venne assegnata una nuova serie nel 1989, Marc Spector: Moon Knight, originariamente sotto la direzione dello scrittore Chuck Dixon. Durante le pubblicazioni sono stati realizzati due one-shot, Marc Spector: Moon Knight – Special Edition n. 1 e Moon Knight: Divided We Fall. Dixon abbandonò la serie dopo il numero 24, lasciando diverse trame irrisolte che furono successivamente risolte nelle pagine di Amazing Spider-Man n. 353-358, scritto da Al Milgrom.
Marc Spector: Moon Knight si concluse con il numero 60 nel marzo 1994, con l’apparente morte di Marc Spector. Il finale venne scritto da Terry Kavanagh e disegnato da Stephen Platt, il quale venne poi assunto da Image Comics sulla base della forza del suo lavoro durante molti dei numeri finali della serie.

### Volume 3
Nel 1998, la miniserie in 4 numeri Moon Knight vol. 3 venne pubblicata dallo scrittore Doug Moench, dall'artista Tommy Edwards e dall'inchiostratore Robert Campanella. La storia in quattro parti "Resurrection Wars" mostra la resurrezione di Marc per opera di Khonshu e viene confermata l’esistenza del dio della luna.

### Volume 4
Nel 1999, Moench e l'artista Mark Texeira produssero Moon Knight vol. 4. Questa miniserie in quattro parti venne nominata per il "Comics Buyer's Guide Fan Award" come serie limitata preferita. Il titolo della storia venne erroneamente indicato come High Strangers sulla copertina di ogni numero, mentre il titolo corretto, High Strangeness, apparve sul frontespizio interno di ogni numero.

### Volume 5
Una nuova serie, Moon Knight vol. 5, venne lanciata nell'aprile 2006, scritta da Charlie Huston con disegni di David Finch. La serie rivisita la storia di Marc Spector, ritraendolo come un reduce della Guerra del Golfo. A partire dal numero 14 di questa serie, Mike Benson ha assunto l'incarico di sceneggiatore mentre Huston ha agito come consulente per la trama. La serie del 2006 si concluse con il numero 30 nel luglio 2009 e nel 2008 venne stampato un solo numero annuale per la serie. Peter Milligan scrisse un one-shot stagionale del 2008 intitolato Moon Knight: Silent Knight con l'artista Laurence Campbell.

Moon Knight, disegnato da David Finch

### La vendetta di Moon Knight
Nel settembre 2009, una nuova serie intitolata La vendetta di Moon Knight venne iniziata dallo scrittore Gregg Hurwitz e dall'artista Jerome Opena. La vendetta di Moon Knight si concluse con il numero 10. Moon Knight diventò un membro regolare della squadra in Vendicatori Segreti n. 1-21. In Vendicatori Segreti, lo scrittore Warren Ellis introdusse l'idea che Moon Knight a volte opera senza un costume, indossando invece un semplice abito bianco e una maschera completamente bianca. Moon Knight apparve anche nel crossover Shadowland e nel rilancio nel 2010 di Heroes for Hire.

### Volume 6
Nel 2011, la serie Moon Knight vol. 6 venne lanciata da Brian Michael Bendis e Alex Maleev. Anche in questa serie Moon Knight presenta quattro alter, ma stavolta tre di loro sono imitazioni di Spider-Man, Capitan America e Wolverine. A causa delle scarse vendite, la serie venne cancellata dopo 12 numeri.

### Volume 7
Nel marzo 2014, l’iniziativa Marvel NOW! lanciò la serie Moon Knight vol. 7. La serie coinvolse team creativi a rotazione che inclusero Warren Ellis e Declan Shalvey per i numeri 1–6, Brian Wood e Greg Smallwood per i numeri 7–12 e Cullen Bunn e Ron Ackins per i numeri 13–17.  Nella serie ritorna l’abito elegante bianco visto in Vendicatori Segreti e viene mostrato Moon Knight indossarlo quando lavora come consulente della polizia.  Nel numero 1, viene confermato definitivamente che Khonshu è un vero dio o un'entità extraterrestre e che Marc Spector è davvero morto e risorto anni prima nella tomba in Egitto.
Il numero 1 della serie raffigura uno psicologo che conferma che lo stress e l'uso di identità multiple di copertura non possono causare il DID (disturbo dissociativo dell'identità) se il soggetto non soffre già di tale condizione e che pertanto i sintomi di Marc non corrispondono all’effettivo disturbo dissociativo dell’identità. Si dice che i diversi alter di Marc Spector siano stati generati da "danni cerebrali", ovvero alterazioni al suo cervello causati dall’entità aliena Khonshu per collegare le loro menti. Queste alterazioni fanno sì che Moon Knight a volte sposti la sua personalità in modo che corrisponda a uno dei quattro ruoli e sfaccettature distinti del dio della luna. Tali ruoli sono descritti come "ricercatore", "accoglitore", "difensore" e "osservatore dei viandanti notturni" e possono manifestarsi in modi diversi, sia come individui “originali” che come conoscenti di Marc.

### Volume 8
Nell'aprile 2016, l'iniziativa All-New, All-Different Marvel incluse la nuova serie Moon Knight vol. 8. Scritta da Jeff Lemire e dall'artista Greg Smallwood, la serie iniziò ad avere artisti a rotazione con il numero 6. Dopo quattordici numeri, la numerazione della serie cambiò per rendere chiaro che fosse una continuazione dei volumi Moon Knight pubblicati in precedenza; pertanto, il numero 15 venne denominato n. 188. Questa rinumerazione venne effettuata come parte dell'iniziativa Marvel Legacy a livello aziendale. La serie si concluse con il numero 200 e coinvolse l’intervento di diversi artisti di Moon Knight precedentemente affermati. Nel 2019, Cullen Bunn scrisse e Ibrahim Mustafa e Matt Horak disegnarono Moon Knight Annual n. 1.
Le storie di Lemire rivisitano la storia di Marc e illustrano che mostrò per la prima volta sintomi del suo disturbo dissociativo assumendo l'identità di Steven Grant quando era un bambino e che Khonshu stabilì una connessione psichica con il ragazzino, possibilmente causando la fratturazione della sua mente.
In Avengers vol. 8 n. 33–38 (Marvel Comics, 2020), Khonshu tenta di dominare la Terra per salvarla, costringendo Moon Knight ad aiutarlo. Una battaglia con i Vendicatori fa sì che Khonshu venga imprigionato dagli Asgardiani. La storia venne prodotta da Jason Aaron, Javier Garron e Jason Keith.

### Volume 9
Nel 2021, la serie Moon Knight vol. 9 venne lanciata sotto lo scrittore Jed MacKay e gli artisti Alessandro Capuccio e Rachelle Rosenberg. La nuova serie vede Marc Spector non solo agire come il combattente del crimine Moon Knight, ma anche (nonostante la sua religione ebraica) come sommo sacerdote della "Missione della Mezzanotte", una congregazione associata a Khonshu. Ancora una volta, Marc Spector viene mostrato sotto terapia regolare con una psicologa per gestire i suoi problemi psicologici. La serie suggerisce anche che Marc Spector potrebbe essere immortale, a causa delle numerose volte in cui è stato riportato in vita. La saga completa è stata pubblicata in Italia in quattro volumi.

### Moon Knight: Black, White & Blood
Nell'aprile 2022 una serie antologica dal titolo Moon Knight: Black, White e Blood è stata pubblicata in concomitanza alla serie Disney+ dedicata al personaggio, con varie storie dei team creativi Jonathan Hickman e Chris Bachalo; Marc Guggenheim e l'artista Jorge Fornes; e lo scrittore Murewa Ayodele e Dotun Akanda.

## Biografia del personaggio

### Origini
Marc Spector nasce a Chicago, Illinois, figlio ebreo-americano del rabbino Elias Spector, sopravvissuto alla persecuzione nazista. Nell’Altro Vuoto, un regno al di fuori dei normali tempo e spazio, l’entità Khonshu (un tempo adorato come dio della luna dal popolo dell’antico Egitto) si interessa a Spector; le entità dell’Altro Vuoto non possono lasciare il regno senza grandi difficoltà, ma possono creare connessioni psichiche con ospiti e avatar nell’universo fisico della Terra. Ritenendo che Marc abbia una “mente debole” che lo rende vulnerabile, Khonshu sceglie il bambino affinché un giorno agisca come suo cavaliere e avatar. In quello stesso periodo, il piccolo Spector scopre per caso che il rabbino Yitz Perlman, un caro amico di famiglia, è in realtà un nazista il cui vero nome è Ernst che sta continuando a uccidere ebrei. Marc riesce a sfuggirgli, ma in seguito a ciò Perlman scompare e il bambino resta traumatizzato dall’accaduto.
Poco dopo, Spector inizia a mostrare segni di un disturbo dissociativo dell’identità: il ragazzino incontra e fa amicizia con un coetaneo di nome Steven Grant, che nessun altro riesce a vedere, e non si rende conto che lui stesso a volte si comporta come Steven. Durante una visione, Marc vede Khonshu che gli promette di guarire la sua mente in futuro. Dal momento che Khonsu è un’entità che esiste al di fuori dei normali tempo e spazio e che la sua personalità è dotata di molteplici aspetti, in seguito il dio afferma che gli alter di Marc si sono generati per il tentativo della mente del ragazzo di fare eco alla natura sfaccettata e complessa di Khonshu.
Da adolescente, a Steven si aggiunge un altro alter di nome Jake Lockley; l’accaduto porta i genitori di Marc a mandare il figlio in un ospedale psichiatrico. Spector viene rilasciato temporaneamente per partecipare al funerale del padre, ma ne approfitta per scappare dalla custodia e unirsi al corpo dei marine degli Stati Uniti mentendo sulla sua salute mentale, diventando così un formidabile combattente e pugile dei pesi massimi. Dopo che Marc ha prestato servizio per tre anni alle Force Recon, i marines scoprono la sua malattia mentale e viene congedato in quanto ritenuto inadatto. Spector si guadagna da vivere come pugile e combattente clandestino a Baghdad, finché non viene reclutato dal pilota e mercenario francese Jean-Paul DuChamp (soprannominato “Frenchie”). I due diventano una squadra e svolgono insieme diversi incarichi; in quel periodo, Spector incontra l’agente della CIA Jason Macendale, che in seguito assumerà gli alias di Jack Lanterna e del secondo Hobgoblin. Anche il fratello di Marc, Randall Spector, diventa un mercenario, ma al suo contrario agisce spinto da crudeltà e sadismo: in Italia, Randall uccide Lisa, la fidanzata del fratello. Ciò genera uno scontro tra i due, al termine del quale Randall viene dato per morto da Marc, sebbene in realtà riesca a sopravvivere.
Frenchie e Marc incontrano successivamente il mercenario Raoul Bushman, impressionato dal loro lavoro, che li recluta per farsi assistere in determinati compiti. I due accettano un contratto con Bushman per aiutare un signore della guerra in Sudan a sedare una ribellione; durante il conflitto, Marc e Frenchie abbattono un ribelle senza sapere che in realtà è Randall Spector. Quest’ultimo scampa nuovamente alla morte e pensa che il fratello lo abbia riconosciuto e deliberatamente tentato di uccidere.
Marc ritiene di essere a metà tra Frenchie, un brav’uomo dotato di un forte senso morale, e Bushman, il quale è spietato, sadico e orgoglioso delle sue capacità di assassino. Spector rimane sconvolto dalla sete di sangue di Bushman e dal fatto che non si faccia scrupoli a prendere di mira i civili. Durante una spedizione nel deserto in Egitto, una squadra di archeologi guidata dal dottor Peter Alraune e da sua figlia Marlene rinviene un’antica tomba. Bushman uccide Alraune di fronte agli occhi di Marlene, con l’intenzione di eliminare tutti i testimoni per impossessarsi della scoperta; Marc salva Marlene e ingaggia un combattimento con Bushman, ma viene sconfitto e abbandonato nel deserto gravemente ferito. Spector, sottoposto al clima estremo, raggiunge la civiltà in punto di morte e la gente del posto lo porta davanti a una statua di Khonshu, protettore dei viandanti notturni. Marlene riconosce che Marc le ha salvato la vita e lo assiste mentre muore, ma subito dopo l’uomo torna miracolosamente in vita affermando di essere stato scelto da Khonshu per agire in sua vece, prendendo dalla statua un mantello d’argento con cappuccio adottandolo come proprio. Sebbene Marlene ritenga che la visione sia stata un sogno o un’illusione, non si spiega come Marc abbia potuto guarire dalle sue ferite devastanti. L’accaduto viene visto di nascosto da Randall Spector, il quale cerca a sua volta di ottenere la benedizione di Khonshu. Quando ciò non succede, si risente ulteriormente verso il fratello che è riuscito a ottenere il favore del dio della luna.

### Werewolf by Night, Hulk!, Moon Knight vol. 1 (1975 – 1984)
Dopo aver affrontato e sconfitto Bushman, Spector (ora fidanzato con Marlene) torna in America con Frenchie, determinato a combattere il crimine nei panni del vigilante Moon Knight con indosso un costume bianco e argento abbinato al mantello con cappuccio di Khonshu; la scelta di tale abbigliamento quando agisce di notte deriva dal fatto che vuole essere “una luce nell’oscurità” e avvisare i suoi nemici del suo arrivo. Per finanziare le sue attività e ottenere influenza negli affari, Marc usa la sua identità di Steven Grant per avviare un’impresa e fare alcuni investimenti calcolati, trasformando i suoi profitti da mercenario in una piccola fortuna. Spector / Grant acquisisce una villa come base e ha modo di finanziarsi la creazione di attrezzature e armi con cui combattere il crimine, tra cui un velivolo a forma di mezzaluna. Allo stesso tempo, per ottenere una certa conoscenza di strada tra delinquenti e civili, Marc utilizza l’alias di Jake Lockley iniziando a lavorare come tassista. Lockley stringe amicizia con la gestrice di una tavola calda, Gena Landers, e con i suoi figli Ray e Rick. Ray diventa successivamente un alleato di Moon Knight, facendogli da pilota quando Frenchie non è disponibile. Altro amico e collaboratore di Moon Knight è Bertrand Crawley, un ex librario diventato senzatetto che gli fa da informatore di strada.
Moon Knight apprende dell’esistenza di un’organizzazione criminale nota come Comitato, quindi si avvicina loro accettando un incarico: combattere il licantropo Jack Russell a Los Angeles. Dopo averlo catturato con l’ausilio di armi d’argento, Moon Knight libera Russell e insieme bloccano i piani del Comitato. Successivamente Moon Knight ha modo di combattere una grande varietà di nemici e criminali, sia da solo che alleandosi con altri eroi quali Spider-Man, Daredevil, Dottor Strange, gli X-Men e i Fantastici Quattro. Nel frattempo suo fratello Randall, dopo essersi ripreso dal loro ultimo scontro, diventa il serial killer di donne Hatchet-Man. Moon Knight lo affronta in un combattimento, al termine del quale il criminale apparentemente muore; anni dopo, l’eroe apprende che l’Hatchet-Man ucciso era un impostore: Randall aveva utilizzato droghe e manipolazioni psicologiche per convincere un uomo di essere il vero Randall Spector, sottoponendolo anche a un intervento di chirurgia plastica affinché risultassero identici fisicamente. Randall fece tutto questo per simulare la propria morte, così da nascondersi e pianificare la sua prossima mossa contro Marc.
Durante un’avventura, Spector incontra Mezzanotte, un ladro di nome Anton Mogart che ruba per il gusto del rischio e indossa un costume nero simile all’abito di Moon Knight. Durante lo scontro tra i due, Mezzanotte cade nel fiume di New York e apparentemente muore; pur sopravvivendo, il suo viso resta deformato dalle acque acide. Giura pertanto vendetta contro l’eroe, alleandosi con Bushman per attirare Moon Knight in una trappola che si conclude in un fallimento per i criminali. In seguito, dopo aver fatto in parte pace con il suo passato e con il defunto padre, Marc decide di dedicare minor tempo all’attività di vigilanza per concentrarsi sul condurre una vita normale con Marlene.

### Moon Knightvol. 2 “Il pugno di Khonshu” e i Vendicatori della Costa Ovest (1985 – 1989)
Marlene e Marc fondano un’azienda d’arte dedita alla cura e all’organizzazione di collezioni e mostre. Tuttavia, Spector comincia ad avere visioni di Khonshu che lo convoca, pertanto torna in Egitto per indagare; Marlene lo lascia, convinta che Marc sia insoddisfatto della loro vita e che si immagina di avere visioni e sentire voci. In Egitto, Marc incontra i sacerdoti di Khonshu che gli forniscono un nuovo arsenale di armi a tema lunare e dichiarano che da quel momento diventerà un vero avatar, il “pugno di Khonshu”. Inoltre, il dio della luna lo benedice con una maggiore forza a seconda del riflesso della luce lunare sulla Terra. Con i suoi nuovi poteri e armi, Moon Knight sconfigge un malvagio sacerdote di Anubi, il dio della morte.
Dopo essere tornato in America, Moon Knight inizia a lavorare con i nuovi Vendicatori della Costa Ovest, sebbene questo lo allontani ancora di più da Frenchie e Marlene. Per salvare i Vendicatori, Spector viaggia nel tempo fino al 2940 a. C., dove ottiene delle armi sostitutive progettate da Occhio di Falco; in seguito a tale avventura, si unisce ufficialmente ai Vendicatori della Costa Ovest e intraprende una breve relazione amorosa con Tigra. In un’occasione, il gruppo viene attaccato da dei soldati che lavorano per Seth (rivale di Khonshu), il quale sta invadendo Asgard. Khonshu si separa da Marc per combattere Seth, poi spiega all’uomo che ha influenzato la sua mente appositamente per spingerlo a unirsi ai Vendicatori. Dopo tale scoperta e la sconfitta di Seth, Moon Knight lascia la squadra e rinuncia alle armi dategli da Occhio di Falco. Questo atto di indipendenza e di sfida nei confronti di Khonshu fa perdere a Spector la sua forza sovrumana basata sulla luna come punizione.

### Marc Spector: Moon Knight (1989 –1994)
Spector si riunisce con Marlene e Frenchie, dopodiché si trasferisce in una villa a South Hampton a Long Island (New York), espandendo la sua attività nella Spector Enterprises e riprendendo le sue attività come Moon Knight. In seguito, Moon Knight e la Gatta Nera incontrano un altro ladro che ha preso il manto di Mezzanotte; Spector scopre che è Jeffrey Wilde, un ragazzo di diciotto anni figlio di Mogart. Wilde rivela che suo padre ha appreso di aver contratto il cancro a causa delle sostanze chimiche che lo hanno sfigurato; ha trascorso gli ultimi giorni in un ospizio dove Wilde lo ha rintracciato e i due hanno stretto un legame affettivo. Dopo la morte di Mogart, Wilde adottò il costume del padre e compì vari furti nella speranza di impressionare Moon Knight, così da convincerlo a lasciarlo diventare il suo aiutante e rimediare al passato criminale di suo padre trovando un nuovo scopo nella vita.
Nonostante Moon Knight ritenga di non aver bisogno di un assistente, Mezzanotte lo segue in alcune missioni e viene addestrato durante delle avventure con il Punitore e con i mercenari Silver Sable, Uomo Sabbia e Paladin. Wilde arriva alla conclusione che l’etica e i modi di Moon Knight sono troppo prudenti e decide di correre più rischi; inoltre, in lui matura un risentimento verso l’eroe ritenendo che gli debba più rispetto e accusandolo della morte di suo padre.
Marc viene rapito e portato nel paese di Bosqueverde in Sud America, dove viene processato per i suoi crimini passati da mercenario, tra cui la morte del precedente presidente Ricardo Dominguez, a cui Spector sparò istintivamente per difendersi. Marlene si dirige con Frenchie a salvarlo e Wilde, rimasto solo a New York, inizia a compiere furti travestito da Moon Knight, sfuggendo ai membri del culto terroristico dell’Impero Segreto. Marc viene dichiarato colpevole a Bosqueverde, ma riesce a contrattare con il nuovo regime facendo annullare la sua condanna.
Wilde incontra Spider-Man, il quale capisce di avere davanti un impostore; il ragazzo scappa e viene braccato dall’Impero Segreto, finché Spider-Man e il vero Moon Knight non lo salvano. Arrabbiato con sé stesso per essersi fatto sopraffare dalla paura, Wilde diventa determinato a mettersi alla prova e sfida uno dei leader dell’Impero Segreto, il quale lo colpisce con una lama energetica che lo brucia istantaneamente. Moon Knight insegue l’Impero Segreto con Spider-Man e il Punitore per recuperare il corpo di Wilde, ma vengono informati che Jeff è morto per le ferite riportate, evento apparentemente confermato da alcune registrazioni. In realtà, l’Impero Segreto trasforma Wilde in un cyborg per trasformarlo in un’arma vivente e il ragazzo giura vendetta contro Moon Knight accusandolo di quanto accaduto a lui e a suo padre. Spector riprende le sue attività, ma è preda dei sensi di colpa per la presunta morte di Wilde.
Moon Knight incontra i membri dei Cavalieri della Luna, soldati appartenenti a una fazione criminale del Culto di Khonshu guidata da Plasma, una terrorista mutante che crede di essere la vera prescelta del dio della luna. Plasma intende convincere diversi gruppi e culti che lei è la loro messia designata da varie divinità, così da usare i suoi nuovi seguaci per ottenere il dominio del mondo. Insieme a Ghost Rider, Moon Knight sconfigge i soldati di Plasma, che muore a causa delle sue stesse azioni nonostante l’eroe provi ad avvisarla. L’esperienza turba profondamente Moon Knight, il quale si chiede se anche lui non sia fuorviato nella sua convinzione di stare seguendo la volontà di Khonshu.
Mentre combatte la vigilante Vetrata Scarlatta, Moon Knight viene gravemente ferito e cade nell’East River di New York dalla cima del ponte di Brooklyn. Nell’impatto, Marc ha delle visioni di Khonshu e di suo padre e si rende conto che Khonshu non è solo il dio della vendetta, ma anche della giustizia, quindi offre alle persone una possibilità di redenzione come ha fatto con lui. Marc emerge dall’acqua già parzialmente guarito dalle ferite e ritiene di essere stato resuscitato nuovamente da Khonshu. Vedendosi ora come una luce nell’oscurità piuttosto che un semplice guerriero, Marc condivide il suo passato con Vetrata Scarlatta, offrendole aiuto se lei si consegna alle autorità. Tuttavia, credendo di aver deluso Dio e di non essere degna di una redenzione, la donna si lascia precipitare per morire nella caduta.
Moon Knight apprende da Spider-Man che Jeff Wilde è vivo, ma opera come soldato cyborg per l’Impero Segreto. Credendo che Wilde non sia in pieno possesso delle sue facoltà mentali e che possa redimersi, Spector cerca di salvarlo combattendo l’Impero Segreto con Spider-Man, Darkhawk, il Punitore, Nova e Night Trasher. Incoraggiato dalla sua infermiera Lynn Church (di cui ora è innamorato), Wilde tenta un colpo di Stato per poter governare l’Impero Segreto; durante uno scontro finale, Wilde si rende conto che Church lo ha manipolato e che lo vede solo come un’arma; sentendosi nuovamente tradito da coloro in cui aveva fiducia, Wilde distrugge la base principale dell’Impero Segreto a New York e apparentemente muore con Lynn. Moon Knight si trova a piangere ancora una volta la scomparsa del ragazzo.
Spector incontra Jason Macendale (Hobgoblin) mentre è posseduto da un demone in seguito rinominato Demogoblin, che infetta Moon Knight con un parassita demoniaco. Ignaro di ciò, Marc continua a combattere il crimine. Lui e il Punitore incontrano nuovamente il ramo rinnegato del Culto di Khonshu e il suo nuovo leader Sandal Swarn, un’ex agente della CIA amante di Randall Spector che ora si fa chiamare Principessa Nefti; è stata lei a usare le sue tecniche di manipolazioni apprese nella CIA per convincere un impostore ad assumere i panni di Randall in passato. Nefti ha assunto un ruolo di comando nel Culto di Khonshu dopo la morte di Plasma e vuole rendere Randall il “vero” cavaliere di Khonshu. Randall e Nefti distruggono la casa di Marc in un bombardamento che lascia Frenchie paralizzato, poi Randall viene sottoposto da Nefti a un trattamento sperimentale che gli conferisce una resistenza sovrumana alle lesioni grazie a un irrobustimento della pelle. Ora chiamato Shadow Knight, Randall affronta il fratello e Moon Knight riesce ad aprire un varco nella sua pelle, permettendo al Punitore di ferirlo gravemente. Il Punitore uccide Nefti e spara a Shadow Knight, il quale precipita in una caduta apparentemente fatale.
Dopo la distruzione della sua casa, Marc trova un nuovo nascondiglio a Manhattan, vicino al quartier generale della Spector Corp; assume anche una squadra che lo guidi durante le sue operazioni, composta dall’esperto in tecnologia Stash, la donna d’affari Penny Annie, il boss del crimine di basso livello Don G e lo psicologo Sigmund, che fa anche da terapeuta a Marc.
Poco tempo dopo, il parassita demoniaco nel corpo di Spector aumenta considerevolmente la sua forza, ma la sua salute e forma fisica peggiorano. Per compensare il malessere fisico, Marc cambia la sua armatura classica con una più leggera in adamantio ed entra illegalmente nel consolato di Latveria per affrontare il monarca del Paese, il Dottor Destino. I Vendicatori, che si affidano alla cooperazione con il governo degli Stati Uniti e con le Nazioni Unite, scoprono che Moon Knight è riuscito a entrare nel consolato mostrando le sue credenziali della squadra, sottintendendo di essere in missione speciale per loro conto. Durante gli eventi della Guerra dell’Infinito, Spector combatte un sosia alieno di nome Moon Shade, che assorbe la forza vitale di diversi Moon Knight provenienti da realtà parallele. Questo porta Moon Knight a incontrare alcune delle sue controparti multiversali, incluso il dinamico duo noto come MoonMan e MoonBoy.
Dopo la Guerra dell’Infinito, Strange e Mister Fantastic operano Spector per rimuovere il parassita dal suo corpo e lo avvertono che dovranno passare quarantotto ore per essere certi che il danno causato dall’essere non sia fatale. Preparandosi all’evenienza di non sopravvivere, Marc contempla possibili successori per il ruolo di Moon Knight; prende in considerazione Peter Parker (ignaro della sua identità di Spider-Man) e, al suo rifiuto, rinuncia. Marc non muore e, come unico effetto collaterale, riporta un segno di luna crescente sulle iridi degli occhi (sebbene tale mutazione svanisca nelle storie successive). Successivamente, i Vendicatori affrontano Moon Knight per aver abusato del suo status di membro riservista della squadra durante lo scontro con il Dottor Destino. L’eroe decide di separarsi definitivamente dalla squadra, bruciando la sua tessera.
Un criminale affine alla tecnologia chiamato Seth l’Immortale e il suo programma “Ora Zero” minacciano Moon Knight e tutti i suoi alleati. Durante una battaglia, Spector sconfigge Seth a costo della propria vita e Marlene lo assiste nei suoi ultimi istanti. Viene sepolto dai suoi amici nel territorio della tenuta che ha acquistato come Steven Grant.

### Moon Knight vol. 3 – vol. 4
Quando il dio Seth sceglie il proprio avatar per agire in sua vece sulla Terra per eseguire atti di distruzione, Khonshu risponde all’azione riportando in vita Marc nella sua tomba e incaricandolo di tornare a vestire i panni di Moon Knight. Nella villa di Steven Grant, Marlene e Frenchie assistono a quella che sembra l’esplosione di una statua di Khonshu, all’interno della quale si trova Marc, vivo e guarito. La resurrezione di Marc (la terza) e il fatto che la statua di Khonshu si ripari magicamente convince definitivamente Marlene che Marc non soffre di allucinazioni e che è l’avatar prescelto del dio della luna.
Per un certo periodo, Marc lascia credere al mondo della sua morte per concentrarsi sulle altre sue identità, Steven Grant e Jake Lockley. Tuttavia, in seguito la notizia che è ancora vivo si propaga e ciò porta diversi tentativi di omicidio nei suoi confronti.

### Moon Knight vol. 5 (2006 – 2009)
Successivamente, Moon Knight abbandona la convinzione che il suo ruolo debba includere l’offrire redenzione ai suoi avversari, iniziando ad agire con maggior violenza e brutalità: dopo aver sconfitto Bushman, arriva a rimuovergli la pelle del viso. In seguito a ciò, Khonshu perseguita Spector assumendo l’aspetto dello sfigurato Bushman.
Il nuovo Comitato Segreto assume un individuo chiamato Profilo, dotato di capacità analitiche sovrumane, così da poter catturare Moon Knight, ma il piano fallisce e Profilo diventa con riluttanza un collaboratore dello stesso Spector. Nel frattempo, altri eroi si accorgono del comportamento violento assunto da Moon Knight e cercano di parlargliene. Spector scopre che Mezzanotte è ancora vivo e lo combatte, apparentemente uccidendolo in definitiva.
Con l’imposizione del nuovo Atto di Registrazione dei superumani, Moon Knight accetta di farlo a malincuore, essendo contrariato all’idea che le autorità possano interferire con il suo operato. Per potersi registrare deve essere sottoposto a una visita psichiatrica; Tony Stark e il governo, ritenendo che Moon Knight sia mentalmente instabile, non intendono concedere a Spector il permesso di fare il vigilante. Tuttavia, apparentemente Khonshu prende possesso di Marc e rinfaccia allo psichiatra le sue pericolose tendenze antisociali, portando l'uomo a dichiarare Marc sano di mente e a prostrarsi al suo cospetto.
Moon Knight dimostra poca considerazione per il suo stato di registrazione o per i colleghi registrati. Carson Knowles, lo Spettro Nero, ruba la nanotecnologia di Stark e cerca di incastrarlo per omicidio, finché Moon Knight non lo affronta e lo spinge giù da un tetto, causandone la morte. L’episodio porta Iron Man a revocare la registrazione di Moon Knight, nascondendo il fatto che lo Spettro Nero avesse rubato la sua tecnologia. Per evitare di essere arrestato come vigilante non registrato essendo in fuga dal governo, Marc rinuncia al suo ruolo di Moon Knight, pur continuando a combattere di nascosto il crimine indossando un costume completamente nero, riconoscendo che in questo modo la lotta al crimine risulta più facile. Resosi conto che tali cambiamenti hanno comportato la perdita della protezione di Khonshu, Spector implora il perdono del dio della luna ma quest’ultimo lo rifiuta affermando di avere altri seguaci più fedeli.
Nonostante si sia apparentemente ritirato dalle attività di vigilanza, Spector viene preso di mira dai Thunderbolts, ex criminali guidati da Norman Osborn (il Green Goblin), i quali ora agiscono come mercenari al servizio del governo per mettere in esecuzione l’Atto di Registrazione. I Thunderbolts spingono la banda dei Whyos ad attaccare il ristorante di Frenchie, provocando il ferimento del suo compagno Rob, così da far emergere Moon Knight e poterlo arrestare. Spector combatte Bullseye, membro dei Thunderbolts, lo attira in un magazzino che fa saltare in aria. Il criminale fugge e Moon Knight viene dato per morto, quindi Iron Man denuncia pubblicamente i metodi violenti dei Thunderbolts incolpandoli dell’accaduto. Si scopre che in realtà il vigilante ha solo simulato la propria morte, in quanto si era reso conto che i Thunderbolts volevano ucciderlo: Jake Lockley diventa l’alter dominante e si trasferisce in Messico per nascondersi, diventando anche lì un vigilante violento che combatte i criminali locali. Ha così modo di reincontrare il Punitore e un avatar del dio Toltechi.
Negli Stati Uniti, l’organizzazione S.H.I.E.L.D. viene sostituita da quella H.A.M.M.E.R. guidata da Norman Osborn; preoccupato per la nuova posizione di potere del criminale, Lockley decide di riprendere i panni di Moon Knight e fare ritorno a New York.

### La vendetta di Moon Knight (2009 – 2010)
Tornato a New York, Lockley esprime rammarico per la spietatezza assunta da Moon Knight recentemente. Cerca di fare ammenda con Marlene e Frenchie, dopodiché decide di non uccidere più i nemici o causare più danni del necessario in futuro affinché Moon Knight torni a essere un eroe. Khonshu, che adesso assume le sembianze di un uomo con indosso il costume di Moon Knight e un teschio di uccello al posto della testa, mette alla prova la determinazione di Jake incitandolo ripetutamente a uccidere i suoi avversari; tuttavia, l’efficiente lotta al crimine tramite tattiche non letali di Moon Knight lo portano a ottenere il favore della popolazione di New York, suscitando la rabbia di Osborn. Il criminale assume Hood e Profilo per sconfiggere Moon Knight e Hood usa i poteri prestati da Dormammu per resuscitare Bushman.
Bushman e lo Spaventapasseri irrompono in un manicomio dove eseguono un intervento chirurgico al cervello su diversi pazienti per spingerli ad attaccare New York. Moon Knight li ferma e, nonostante Khonshu cerchi di convincerlo a uccidere Bushman, risparmia la vita al criminale e lo fa arrestare.

### Vendicatori Segreti (2010 – 2012)
Dopo aver ordinato un attacco ad Asgard che porta all’esposizione pubblica della sua corruzione e follia, Osborn viene rimosso dal suo incarico. Sulla scia dello smantellamento dell’H.A.M.M.E.R., l’Atto di Registrazione viene annullato e pertanto Moon Knight e gli altri eroi non registrati non sono più fuorilegge. Steve Rogers, l’originale Capitan America, recluta Moon Knight nella nuova squadra dei Vendicatori Segreti e Steven Grant diventa l’alter dominante. Durante una missione, Moon Knight invece della solita armatura e mantello con cappuccio indossa un semplice abito bianco e una maschera.
Durante gli eventi di Shadowland, l’eroe Daredevil viene posseduto dalla Bestia, un demone adorato dal clan di ninja assassini noto come “Mano”. Moon Knight e altri eroi assalgono la fortezza di Shadowland di Daredevil; quest’ultimo quasi uccide Moon Knight in combattimento, ma Khonshu appare per chiedere che la vita del suo avatar venga risparmiata e Daredevil lo asseconda dopo essere stato in grado di vedere il dio della luna. Khonshu rivela di avere bisogno di Lockley per rintracciare un artefatto chiamato Mezzaluna di Zaffiro; inoltre, l’eroe deve combattere Randall Spector, il quale è tornato ad agire nei panni di Shadow Knight. I due fratelli rintracciano l’artefatto a New Orleans e hanno uno scontro, durante il quale Moon Knight è costretto a usare la Mezzaluna per uccidere Randall così da impedirgli di fare del male a un innocente. L’accaduto provoca un esaurimento nervoso a Lockley, il quale viene sostituito nuovamente da Marc come alter dominante.

### Moon Knight vol. 6 (2011 – 2012)
Spector si trasferisce a Los Angeles e crea uno show televisivo basato sulle sue stesse avventure chiamato Le leggende di Khonshu, mentre di nascosto continua a operare come Moon Knight. Stavolta Marc manifesta tre nuove personalità che si manifestano come Spider-Man, Wolverine e Steve Rogers. Moon Knight si allea con la supereroe Maya Lopez / Eco contro il Conte Nefaria e sviluppa una relazione romantica con la donna, la quale però viene uccisa dal criminale. Ciò porta la personalità di Wolverine (quella più violenta a impulsiva) a scatenare una rabbia feroce in Marc e a “uccidere” gli alter dalle fattezze di Spider-Man e Capitan America.
Moon Knight combatte Nefaria e sua figlia Madame Masque, manifestando nel frattempo una personalità dall’aspetto di Lopez che gli chiede di non morire invano. Dopo un'altra infruttuosa battaglia, Spector chiama i Vendicatori in aiuto per sconfiggere definitivamente Nefaria, guadagnando l’approvazione di Iron Man. Al termine della storia, Marc sembra sviluppare un alter basato su Stark e lascia Los Angeles.

### Avengers vs. X-Men (2012)
Durante gli eventi di Avengers vs. X-Men, Moon Knight collabora con una piccola formazione dei Vendicatori per combattere alcuni membri degli X-Men. A un certo punto, Spector entra in contatto con Rogue e quest’ultima sperimenta una follia temporanea in quanto assorbe le diverse prospettive degli alter di Marc. Successivamente, Moon Knight viene invitato alla Stark Tower per celebrare il ritorno di Janet van Dyne, data per morta per anni.

### Moon Knight vol. 7 (2014-2015)
Spector torna a New York, con la sua identità e il suo passato ora di dominio pubblico. Marc usa regolarmente due diverse versioni dell’identità di Moon Knight: durante le battaglie indossa una nuova armatura con strumenti sciamanici collegati a Khonshu ed equipaggiamento tecnologico, mentre, quando si occupa di lavori investigativi o si consulta con le forze dell’ordine, indossa solo la maschera e il tailleur bianco usato brevemente nel suo periodo con i Vendicatori Segreti. In questi ultimi panni, si fa chiamare Mr. Knight.
Ritenendo di dover gestire meglio la propria salute mentale, Marc incontra uno psicologo che determina che Spector non è affetto realmente dal disturbo dissociativo dell’identità o qualche genere di schizofrenia come diagnosticato in passato: in realtà, Marc ha una forma di danno cerebrale causato dall’alterazione fisica di Khonshu, il quale è un’entità reale di un altro mondo o dimensione che ha creato un collegamento tra lui e Spector; pertanto, le diverse personalità di Marc derivano dai tentativi della sua mente di adattarsi ai quattro diversi aspetti della natura di Khonshu (ragion per cui la sua mente raggiunge un massimo di quattro alter contemporaneamente). Moon Knight incontra un altro culto rinnegato di Khonshu che prende di mira i senzatetto e persone emarginate per farli diventare nuovi membri o sacrificarli.

### Moon Knight vol. 8 (2016-2017)
Marc si risveglia in un istituto psichiatrico senza alcun ricordo del suo passato o di come sia arrivato lì; viene sottoposto ad abusi fisici da parte dello staff (a cui capo c’è la dottoressa Emmet) e gli vengono mostrate prove sul fatto che sia un malato mentale autoconvinto di essere Moon Knight, un eroe visto al telegiornale. Khonshu contatta Marc spiegandogli che anche Emmet è un avatar collegata alla dea Ammit e decide di prendere completamente il controllo del corpo di Spector, ma Marc rifiuta e lo combatte con l’aiuto dei suoi alter. Spector accetta il fatto che, indipendentemente da ciò che li ha generati (un trauma infantile o l’interferenza di Khonshu), i suoi alter sono una parte di lui che lo hanno accompagnato per la maggior parte della sua vita. Dopo aver sconfitto Emmet e Khonshu, Marc torna alla sua vita da Moon Knight decidendo di continuare a essere un protettore e a combattere il crimine alle sue condizioni piuttosto che come strumento. In seguito, Moon Knight e Khonshu riesumano il loro legame.

### Crazy Runs in the Family (2018)
Dopo essersi associato nuovamente a Khonshu, Marc riprende la sua vita normale in contemporanea alle sue attività di Moon Knight. Bushman collabora con il paziente di un istituto mentale conosciuto come “Paziente 86”, il quale diventa avatar di Ra e si fa chiamare Re Sole. Insieme, i due escogitano un piano per uccidere Moon Knight. I criminali si dirigono da Marlene e si scopre che lei e Jake hanno avuto insieme una figlia, rivelazione che sconvolge Marc e Steven. Bushman e Re Sole rapiscono Marlene e la portano su un’isola, ma vengono sconfitti da Spector guidato da Khonshu e solo Bushman riesce a scappare.

### L’era di Khonshu
Khonshu decide di conquistare la Terra e costringe Moon Knight ad acquisire potere con lui. Influenzato dalla convinzione del dio sul fatto che sia l’unico modo possibile per proteggere la Terra da minacce quali Mefisto, Marc ruba il potere di Pugno d'Acciaio, il fuoco infernale di Ghost Rider, il martello Mjolnir di Thor e parte della magia del Dottor Strange, consegnandoli a Khonshu affinché possa rimodellare il pianeta. Durante un combattimento con la Pantera Nera, Spector diventa il temporaneo ospite della Fenice cosmica; invece di permettere alla Fenice di “ripulire” la Terra spazzando via l'umanità, Moon Knight rigetta il potere mentre i Vendicatori sconfiggono Khonshu. Gli asgardiani imprigionano il dio e Moon Knight ha il permesso di tornare alle sue attività; la Pantera Nera gli offre la possibilità di tornare con i Vendicatori, ma Spector, ancora arrabbiato per le azioni estreme di Khonshu, rifiuta l’offerta così da potersi concentrare sulle battaglie che riesce a comprendere.

### Moon Knight vol. 9 (2021)
Pur ritenendo Khonshu indegno della sua adorazione, Spector continua a considerarsi spiritualmente connesso alla divinità e decide di continuare ad agire sia come Moon Knight che come sacerdote in sua vece. L’eroe crea la Missione della Mezzanotte, una congregazione religiosa che persegue gli insegnamenti di Khonshu; come suo sommo sacerdote, adotta il suo abbigliamento di Mr. Knight come parametri religiosi ufficiali. Nella Missione della Mezzanotte, Marc offre aiuto a chiunque si presenti e lo chieda: durante una missione come Moon Knight, libera diverse persone vampirizzate e rapite da vampiri, assistendoli anche dopo averli salvati. Reese, una donna rapita e mutata in vampira, diventa la sua assistente alla Missione della Mezzanotte.
Spector incontra il Dottor Badr / Hunter’s Moon, che si autoproclama il secondo pugno di Khonshu e ritiene che il sentiero di Moon Knight debba essere corretto dopo essersi allontanato dai metodi di vendetta di Khonshu. Marc sconfigge l’avversario e poi affronta il criminale Zodiac.
Durante la trama Regno del Diavolo, il sindaco Wilson Fisk approva una legge che vieta i supereroi e Moon Knight è il primo ad essere catturato dai Thunderbolts.

## Confronti con Batman
Charlie Huston, autore del rilancio di Moon Knight nel 2006, ha tentato di rispondere ai paragoni tra Moon Knight e Batman, eroe della DC Comics, in un'intervista con lo scrittore Remy Minnick.
I due eroi presentano diverse similitudini: entrambi sono umani ricchi senza superpoteri che combattono il crimine con abilità investigative, identità di copertura, abili confidenti, gadget, veicoli e oggetti personalizzati. Moon Knight ha avuto per un certo periodo un aspirante aiutante adolescente (come Robin per Batman) e usa l'identità del miliardario Steven Grant per finanziare la sua carriera da Moon Knight, come Bruce Wayne.
Pur confermando le somiglianze, Huston ha fatto notare che i due supereroi hanno notevoli divergenze nelle origini, nella motivazioni e nelle personalità: Bruce Wayne combatte il crimine come forma di "vendetta personale" per l’omicidio dei genitori, mentre Moon Knight è motivato dal concetto stesso della vendetta, come redenzione per le azioni compiute quando era un mercenario. Inoltre, mentre le identità alternative di Batman sono delle facciate usate nelle sue indagini, i tre alter di Moon Knight derivano da un disturbo dissociativo dell'identità e aiutano l'identità dominante di Marc ad affrontare non solo i trasgressori della legge, ma anche i suoi demoni personali.

## Poteri e abilità
Spector è un atleta di livello olimpico, un abile acrobata e un agile combattente; è un pilota eccezionale capace di guidare velivoli come gli elicotteri.
Grazie all’addestramento da marine e alle sue carriere di pugile e mercenario, Marc è diventato un esperto nel combattimento corpo a corpo, pugilato, kung fu, eskrima, judo, karate, ninjutsu, savate e muay thai, oltre che avere una mira eccellente nello sparare e lanciare armi bianche. Come Moon Knight, Marc combina elementi di varie tecniche di combattimento facendo affidamento soprattutto sull’adattamento, sfruttando l’ambiente circostante a suo vantaggio e sopportando eventuali danni fisici: in un’occasione, Taskmaster (capace di replicare perfettamente lo stile di combattimento dell’avversario) dichiara di preferire non imitare Moon Knight, in quanto quest’ultimo a volte sceglie di incassare dei colpi piuttosto che schivarli o bloccarli. Spector dimostra più volte di possedere un’incredibile tolleranza al dolore fisico e alla tortura.

### Armi e gadget
Come Moon Knight, Spector indossa tipicamente una leggera armatura in kevlar e un mantello argentato appositamente costruito per catturare i venti e le correnti ascensionali termiche, permettendo all’eroe di compiere lunghe planate; solitamente, indossa bracciali di metallo ai polsi e polpacci. I costumi successivi presentano piastre di metallo al petto e alle spalle come protezione aggiuntiva. Nel corso degli anni, Moon Knight ha fatto ricorso a una vasta varietà di armi, la maggior parte delle quali fatte d’argento; tra quelle più distintive ci sono lame a forma di falce di luna e un manganello rinforzato in adamantio contenente un rampino ed estendibile in un bō. In alcune occasioni ha usato un nunchaku, un arco compound a guanti dotate di nocche appuntite.
A un certo punto della sua storia, Moon Knight ricevette armi a tema egiziano in oro e avorio create dai seguaci di Khonshu, successivamente sostituite da armi duplicate progettate da Occhio di Falco.
Quando soffrì temporaneamente di problemi di salute, Marc adottò un’armatura di adamantio sottile e leggera, più comoda e protettiva.
Durante gli eventi di Dark Reign, il Riparatore realizza per l’eroe un’armatura in carbonadio con funzioni di blocco delle articolazioni per rafforzare la sua forza; con essa, Moon Knight riesce a sostenere un edificio che crolla, nonostante sia privo di forza sovrumana. Inoltre, l’armatura è in grado di assemblarsi istantaneamente attorno al suo corpo con l’attivazione tramite un telecomando.
Per il trasporto, Moon Knight impiega un gran numero di veicoli sofisticati a tema lunare come il Mooncopter (un elicottero) e l’Angelwing (un mini jet dotato di decollo e atterraggio verticale). Possiede anche una motocicletta bianca personalizzata, una limousine bianca e un drone / aliante a forma di mezzaluna in grado di trasportare una persona per volta.
All’inizio di L’era di Khonshu, Marc riceve da un culto di Khonshu dei magici Ankh, che gli permettono di assorbire e sfruttare i poteri primordiali; in questo modo, Spector ottiene il potere di Pugno d’Acciaio, lo spirito vendicativo di Ghost Rider e le abilità mistiche da Stregone Supremo di Dottor Strange.

### Superpoteri
In più di un’occasione, Marc è morto e successivamente è stato fatto resuscitare dall’entità unidimensionale Khonshu; non è chiaro se il dio continuerà a farlo anche in futuro, rendendo di fatto Spector immortale, oppure se lo farà finché non designerà un nuovo avatar.
A causa dell’alterazione del suo cervello da parte di Khonshu, Marc è più resistente agli attacchi telepatici e psichici rispetto alle persone normali. A volte ha delle visioni profetiche o presenta un intuito notevole; inizialmente alcuni pensavano che tali visioni fossero risultati di delirio o autoipnosi involontaria eseguita da Marc stesso, ma successivamente è stato confermato che è Khonshu a concedergliele. In diverse storie è implicito che il legame tra Spector e Khonshu e l’intuito soprannaturale dell’uomo aumentano quando indossa il costume di Moon Knight, in quanto rappresenta il paramento del dio della luna: il criminale Profilo, dotato di un’abilità di analisi sovrumana, afferma di trovare persino “doloroso” guardare Moon Knight quando indossa il costume, o per la malattia mentale di Spector o per lo sfruttamento diretto del potere di Khonshu.
Durante il periodo in cui Moon Knight ha adottato armi d’oro e d’avorio per simboleggiare il suo ruolo di pugno di Khonshu, la sua forza, resistenza fisica e riflessi sono aumentati in base alle diverse fasi lunari, raggiungendo l’apice con la luna piena; comunque, durante la luna nuova, è stato in grado di sollevare centinaia di chili di peso. Tali poteri sono però stati sottratti in seguito a Spector da Khonshu, come punizione per aver disobbedito ai suoi ordini.
Al termine della Guerra del Serpente, Khonshu potenziò nuovamente Marc in preparazione all’ascesa di Mefisto, ottenendo la capacità di cambiare la sua identità e costume a piacimento, di creare formazioni rocciose astrali costituite da satelliti orbitali planetari, resuscitare e comandare i morti di sopravvivere nello spazio senza supporto vitale e di ottenere un potenziamento sotto la super luna creata da Khonshu. Questi poteri permisero a Marc di combattere e sconfiggere i Vendicatori.
Per un breve periodo, Moon Knight è diventato l’avatar della Fenice, il rapace cosmico che governa la vita, morte e rinascita di tutto l’universo e multiverso, ottenendo temporaneamente le abilità correlate come pirocinesi cosmica, telecinesi e volo.

## Personaggi di supporto
Nel corso delle varie storie, Marc Spector viene spesso accompagnato da amici o alleati di supporto che lo aiutano nelle sue missioni da Moon Knight.
- Khonshu: Dio che ha dato a Marc i suoi poteri e la sua identità dopo averlo prescelto come suo avatar. Inizialmente alleato di Spector, nelle storie più recenti ha assunto un ruolo antagonistico, con Marc desideroso di allontanarsi dalla sua influenza.
- Marlene Alraune: Un’archeologa che lavorava con suo padre, il dottor Alraune. Conobbe Marc quando lui e Bushman presero in ostaggio la sua squadra di archeologi e venne salvata da Spector, il quale impedì a Bushman di uccidere anche lei oltre al dottor Alraune in quanto inorridito dalla violenza dell’uomo. In seguito diventa l’amante di Marc e sua importante alleata, nonostante dubiti della reale esistenza di Khonshu e sia preoccupata della stabilità mentale di Spector. Cerca più volte di invitare il compagno ad abbandonare la sua ossessiva campagna contro il crimine, elemento che li porterà numerose volte a lasciarsi e rimettersi insieme. Successivamente inizia a lavorare come assistente sociale e ha una figlia con Jake, la personalità più oscura di Spector.
- Jean-Paul “Frenchie” DuChamp: Un pilota di elicotteri e miglior amico di Spector; i due si incontrarono dopo che Marc aveva lasciato i marine. Nonostante sia un mercenario, Frenchie ha dei forti principi morali e non gli piace scendere a compromessi, ragion per cui sostiene la scelta di Marc di proteggere le persone e vendicare i torti piuttosto che trarre profitto dai combattimenti e uccisioni.
- Bertrand Crawley: Un ex venditore di libri diventato senzatetto che fa da informatore a Moon Knight per quanto riguarda attività insolite sospette che avvengono per le strade.
- Gena Landers: La gestrice di una tavola calda insieme ai suoi due figli, è un’amica di Jake che lo aiuta a ottenere informazioni dalla strada.
- Ray Landers: Figlio di Gena, un esperto pilota e meccanico che aiuta Jake a ottenere informazioni di strada. Fa da pilota a Moon Knight quando Frenchie non è disponibile.
- Reese: Una donna vittima di vampiri, che la trasformano in una di loro. Dopo essere stata aiutata da Moon Knight, diventa la sua assistente nella gestione della Missione di Mezzanotte, facendo da ricercatrice durante diverse indagini penali.
- Profile: Un mutante capace di analizzare qualsiasi cosa semplicemente guardandolo, che fa da informatore a Moon Knight.
- Culto di Khonshu: Un culto segreto e isolato composto da sacerdoti e studiosi che venerano Khonshu; i suoi membri sono spinti ad aiutare gli avatar di Khonshu sulla Terra e in alcune occasioni hanno fornito a Marc informazioni e armi speciali. Alcune fazioni del culto che sono state rinnegate ritengono Spector inadatto per il ruolo di Moon Knight e qualche volta agiscono contro di lui.
- Diatrice Alraune: Figlia di Marlene e Jake.
- Rob Silverman: Il marito di Frenchie.
- Detective Flint: Un detective che aiuta Marc dalla polizia.
- Shadow Cabinet: Un consiglio temporaneo di consulenti per le attività commerciali e di vigilanza di Marc; i suoi membri utilizzano nomi in codice e tengono riunioni tramite videoconferenze o proiezioni olografiche.
- Hunter’s Moon: Il suo vero nome è dottor Baldr, un altro seguace di Khonshu e suo “pugno sinistro”.
- Ricky Landers: Figlio di Gena e fratello di Ray.
- Nedda: La domestica di Steven.
- Peter Alraune: Il padre di Marlene, un importante archeologo ucciso da Bushman; tale evento porta Marc a distaccarsi da Bushman, con il suo conseguente ferimento e salvataggio da parte di Khonshu.
- Samuels: Maggiordomo di Moon Knight.
- Toltec: Un vigilante messicano.

### Nel Marvel Cinematic Universe
- Layla El-Faouly: Personaggio ispirato vagamente a Marlene, è un'archeologa e avventuriera egiziana moglie di Marc Spector, inizialmente all'oscuro del disturbo dissociativo di cui soffre il marito. Collabora con Marc e Steven per fermare i piani del criminale Arthur Harrow, avatar della dea Ammit; diventa l'avatar della dea Tawaret, ottenendo un costume che le permette di volare.

## Altre versioni

### Marvel 2099
L’one-shot 2099: Manifest Destiny (marzo 1998) introduce una versione femminile Marvel 2099 di Moon Knight, che combatte il crimine nella città lunare di Attilan. Tale versione del personaggio appare anche nel n. 14 di Spider-Man 2099 (2015).

### House of M
Moon Knight appare in House of M come parte dei Sapiens di Luke Cage, una squadra di fuorilegge non mutanti che si oppongono ai sovrani della Terra, la Casata di M (Magneto e i suoi figli, Quicksilver, Polaris e Scarlet), sebbene in tale linea temporale non indossa il suo tipico costume. Soffre sempre di disturbo dissociativo dell’identità e successivamente viene svelato il suo passato: fu un boxer di successo fino allo scoppio della guerra tra umani e mutanti, che cancellò ogni sport. Si arruolò quindi nei marine e in una squadra speciale della CIA, finché non venne dato per morto in una missione in Egitto contro Apocalisse. In seguito a ciò, si risvegliò in un tempio egizio dopo aver ottenuto strani poteri e andò a New York per darsi al pugilato clandestino. Dopo essere rimasto terrorizzato dal manifestarsi pubblico dei suoi poteri, venne reclutato da Cage.

### La Guerra dell'Infinito
Nel crossover della Guerra dell’Infinito, il doppio alieno di Moon Knight usa i poteri di Franklin Richards per diventare il Moon Shade multidimensionale, per poi uccidere la maggior parte delle versioni alternative di Moon Knight presenti nel Multiverso.

### Marvel Zombi
In un universo alternativo dove ha preso il sopravvento un’epidemia zombie, Moon Knight è uno degli eroi infettati dalla piaga; in precedenza aveva fatto parte della resistenza guidata da Nick Fury, ma presumibilmente è stato trasformato in zombie in una battaglia successiva. Viene attaccato dalle versioni rianimate di molti umani morti che apparentemente lo fanno a pezzi, nonostante si presuma che riesca a scappare. In seguito viene ucciso da Deadpool, il quale lo decapita.

### Vecchio Logan
Moon Knight appare in un flashback nel quale aiuta Daredevil e She-Hulk a combattere l’Incantatrice ed Electro a Manhattan. Durante lo scontro, perde conoscenza dopo essere stato fulminato.

### S.H.I.E.L.D.
Nella storia viene presentata un’antica versione egiziana di Moon Knight durante i giorni della Fratellanza dello S.H.I.E.L.D.; è simile nell’aspetto alla statua di Khonshu adorata da Marc e possiede un bastone con una falce di luna all’estremità.

### Ultimate Marvel
Nell’universo parallelo di Ultimate Marvel, Marc Spector è un membro della Navy Seal che diventa soggetto di prova per il programma del super-soldato per conto del governo degli Stati Uniti. Sebbene Marc acquisisca maggiore forza, resilienza alle lesioni e una guarigione accelerata, l’esperimento gli frattura la mente causandogli sintomi simili al disturbo dissociativo dell’identità. Spector manifesta degli alter: Moon Knight, Steven Grant e una bambina dai capelli rossi senza nome denominata “Bambina Interiore”. Come alcune persone affette dal disturbo dissociativo, Marc ha una coscienza condivisa con i suoi alter, pertanto sono tutti consapevoli dell’esistenza degli altri e hanno modo di comunicare tra loro e scambiarsi informazioni. In alcune circostanze, gli alter di Spector creano delle personalità temporanee per situazioni speciali o entrano in conflitto per prendere o mantenere il controllo. In questa versione, è assente Jake ed è Marc l'identità miliardaria, mentre Steven fa il tassista.
Dopo aver lasciato l’esercito statunitense, Spector lavora per un breve periodo per la Roxxon Corporation sotto il nome di Paladin. Successivamente, l’alter di Moon Knight assume un controllo maggiore e inizia a operare come vigilante a New York City. In questo periodo, Marc va a vivere con la sua ragazza, Marlene Alraune, la quale conosce il suo disturbo e la sua identità di Moon Knight. Durante una guerra tra bande tra il signore del crimine Kingpin e il nuovo criminale Testa di Martello, Moon Knight viene gravemente ferito dall’assassina Elektra, ma riesce a salvarsi e si imbatte nei vigilanti Punitore, Spider-Man e Daredevil. Successivamente, Daredevil invita Moon Knight a unirsi a un’organizzazione di supereroi dedicata ad abbattere Kingpin; Spector accetta, decidendo di infiltrarsi tra i ranghi del signore del crimine. Contrariamente al controllo che ha Moon Knight, Steven e Marc creano un nuovo alter di nome Ronin, affinché possa prendere il comando, rendendolo un guerriero spietato così che venga accolto più facilmente nell’organizzazione di Kingpin. L’alter di Moon Knight si oppone alla decisione, ma viene apparentemente ucciso da Ronin; pur sopravvivendo, cade in uno stato di profonda incoscienza.
Quando Kingpin scopre che Ronin è alleato di Daredevil, ordina la sua esecuzione; Ronin sopravvive ad un attacco che denuncia alla polizia, dopodiché chiede a Moon Knight di risvegliarsi e si costituisce per incastrare Kingpin.

### Universo X
Nell'Universo X, Moon Knight è impegnato in una battaglia senza fine con i Figli di Seth, sulla statua di Khonshu. Viene detto che Marc è morto dall’inizio ma, come la luna riflette la luce, Spector “riflette” la forma di un uomo vivente, risultando pertanto immortale. Inoltre, si suggerisce che l’ispirazione originale per Khonshu fosse Uatu, che osserva la Terra dalla sua base sulla luna.

### Secret Wars
Durante la trama di Secret Wars, diverse versioni di Moon Knight risiedono in alcuni domini di Battleworld:
- Nella Reggenza, Moon Knight viene menzionato come uno dei supereroi presi di mira da Reggente durante la sua ascesa al potere[119].
- Nel dominio di K’un-L’un, Marc è il maestro di una fazione chiamata Facce della Luna; viene sconfitto da Shang-Chi nel Torneo delle Tredici Camere[120].
- In Egyptia, Spector è un licantropo e membro dei Moon Knights, guerrieri d’élite di Khonshu[121].
- Nel dominio di Marville, Moon Knight è tra gli eroi che combattono per attirare l’attenzione dei gemelli Zach e Zoe[122].

### Apocalypse Wars
Nel crossover Extraordinary X-Men – Apocalypse Wars, una versione femminile di Moon Knight è una dei Cavalieri dell’Apocalisse che viene uccisa da Nightcrawler, il quale la teletrasporta in una fossa piena di lance acuminate.

### Deadpool uccide l'universo Marvel ancora
Lavorando con il Punitore, Moon Knight / Mr. Knight indaga sull’uccisione di vari supereroi da parte di un killer sconosciuto. Si fanno aiutare da Gwenpool, la quale si rende conto che Magneto, Teschio Rosso, Abominio e il Dottor Destino stanno manipolando Deadpool per spingerlo a uccidere gli eroi dell’Universo Marvel. Moon Knight riceve le foto incriminanti da Gwenpool e dà per morta la ragazza in quanto la loro comunicazione si interrompe bruscamente. Successivamente, l’eroe viene ucciso da Deadpool, non prima di rendersi conto che quest’ultimo sta venendo comandato a distanza dopo che gli è stato fatto il lavaggio del cervello, pertanto non è responsabile delle proprie azioni; i pugni di Moon Knight gli permettono di riacquistare brevemente lucidità che usa per avvertirlo dei piani del criminale e Spector riesce a comunicarli agli eroi rimanenti prima di essere ucciso.

### Infinity Wars
Nella storia, la vita di Moon Knight viene combinata con quella di Spider Man: il risultato è un personaggio di nome Peter Spector, i cui zii Ben e May sono stati uccisi dal Green Goblin. Spector viene lasciato in fin di vita dal criminale e resuscitato come avatar di una mistica divinità Ragno, che gli concede poteri che richiamano quelli dell’aracnide. L’evento porta la mente di Peter a suddividersi in quattro personalità e ad assumere l’alias di Arach Knight per combattere il crimine. Come Peter Spector, diventa presidente di un’azienda e si fidanza con la collaboratrice Marlene Jane (unione tra Marlene Alraune e Mary Jane Watson). L’eroe scopre dal suo amico Harry che Norman Osborn è stato maledetto per assumere i panni del Goblin e uccidere Ben e May contro la sua volontà; tale maledizione infetta poi il figlio Harry, pertanto Spector riesce a perdonare Norman (ora guarito), il quale si unisce alla sua compagnia per trovare una cura per la maledizione di Harry.

### Terra-818
Sulla Terra-818, governata da Teschio Nero, una versione di Moon Knight chiamata Mariama Spector (una donna di origine africana) è un membro della resistenza guidata da Ant-Man (qui Tony Stark). Durante un combattimento contro Teschio Nero, Moon Knight e Visione vengono risucchiati in uno dei portali del criminale e si ritrovano al centro dell’infinito, dove vengono avvicinati da Capitan Carter, War Widow e Longbow, i quali li reclutano nell’esercito di Avenger Prime.

### Amalgam
Come conseguenza della fusione dell'universo Marvel con quello DC, Moon Knight si fonde con Nightwing, alias Dick Grayson, nella storia Bruce Wayne Agente dello S.H.I.E.L.D..

## Altri media

### Televisione
- Secondo l'autore Doug Moench, una serie di Moon Knight è stata concessa in licenza da Toei per la produzione in Giappone,  ma è stata invece serializzata come manga dal 1979 al 1980.
- Moon Knight è stato menzionato in Blade - La serie, senza mai apparire; nella serie Spector è un collega dell'esperto di vampiri Melvin Caylo ed è a sua volta un esperto di lupi mannari.
- Moon Knight appare in un episodio speciale di Natale della serie animata Ultimate Spider-Man doppiato da Diedrich Bader; si scontra con Spider-Man che lo scambia per un criminale, prima di unire le forze con l'eroe per sconfiggere Frances Beck, figlia ed erede di Quentin Beck / Mysterio. I due riescono a liberare i Beck dal controllo dell'elmo di Mysterio e, successivamente, si ritrovano tutti con May Parker per la cena di Natale.
- Moon Knight appare nella serie animata Avengers Assemble doppiato da Gideon Emery; fa un primo cameo nell'episodio Il mondo degli Avengers, essendo tra gli eroi che gli Avengers pianificano di reclutare nel loro programma di espansione. Appare successivamente nella puntata Il regno dell'arcano, quando una piramide che sta sorvegliando finisce nel dominio di Battleworld di Egyptia. Capitan America, Iron Man e Vedova Nera si trovano a combattere contro Moon Knight (controllato mentalmente) e un esercito di mummie di sabbia per cercare di ottenere un globo che sta proteggendo. Iron Man riesce a liberare Moon Knight dal controllo mentale e lui si schiera dalla parte degli eroi aiutandoli a sconfiggere le mummie. Capitan America gli offre di unirsi agli Avengers, ma lui rifiuta per continuare a contenere i mali della piramide.
- Moon Knight appare nella serie animata Spider-Man, nell'episodio La vendetta di Venom, doppiato da Peter Giles. In questa versione ha abbandonato l'identità di Moon Knight dopo essere diventato cinico e disilluso a causa della morte di una persona a lui cara. Marc salva Spider-Man durante l'invasione dei Klyntar e accetta di tornare a rivestire i panni di Moon Knight grazie all'incoraggiamento di May Parker, aiutando Spider-Man a sconfiggere gli alieni.

### Marvel Cinematic Universe

Moon Knight interpretato da Oscar Isaac nell'episodio Un tipo amichevole (2022) di Moon Knight

Moon Knight appare all'interno del Marvel Cinematic Universe (MCU), interpretato da Oscar Isaac e doppiato da Gabriele Sabatini. In questa versione, Marc Spector ha sviluppato un disturbo dissociativo dell'identità da bambino a causa dei traumi derivati dalla morte del fratello minore e dai conseguenti abusi fisici e psicologici della madre che lo accusava dell'accaduto; inoltre, il costume di Moon Knight gli permette di ottenere superpoteri. Contrariamente alla versione cartacea, l'identità di Steven Grant è un timido e introverso londinese esperto di egittologia che lavora nel negozio di un museo e Mr. Knight è l'alter mascherato che assume Steven quando usufruisce dei poteri di Khonshu. Jake Lockley (che in questa versione è spagnolo) esiste all'insaputa di Marc e Steven, è estremamente brutale ed è l'alter preferito di Khonshu.
- Il personaggio appare per la prima volta nella serie televisiva Moon Knight (2022);[130] in essa l'eroe lavora con la moglie Layla per fermare il criminale Arthur Harrow, che intende scatenare la dea Ammit su tutto il mondo. Nel corso della storia vengono rivelate le origini del suo disturbo e il suo incontro con Khonshu. Con la sconfitta di Harrow e Ammit, Marc e Steven imparano ad accettarsi l'un l'altro per coesistere serenamente e rinunciano al loro ruolo di avatar di Khonshu, senza sapere che un terzo alter (Jake) continua a prestargli servizio.
- Moon Knight è riapparso nuovamente nella terza stagione della serie animata dell'MCU What If...? (2021).
- Nel novembre del 2019, Kevin Feige ha confermato che Moon Knight apparirà in altri progetti dell'MCU dopo la sua introduzione nella serie.[131]

### Videogiochi
- Moon Knight appare come personaggio giocabile in Marvel: La Grande Alleanza. Il suo personaggio è esclusivo per le console, mentre nella versione PC è sbloccabile tramite una patch.
- Moon Knight viene menzionato in Ultimate Spider-Man.
- Moon Knight appare in Spider-Man: Il regno delle ombre.
- Moon Knight appare come personaggio giocabile in Marvel: Avengers Alliance.
- Moon Knight appare come personaggio giocabile in LEGO Marvel Super Heroes.
- Moon Knight appare come personaggio giocabile in LEGO Marvel's Avengers.
- Moon Knight appare come personaggio giocabile in LEGO Marvel Super Heroes 2.
- Moon Knight appare come personaggio giocabile in Marvel: Sfida dei campioni.
- Moon Knight appare come personaggio giocabile in Marvel: La Grande Alleanza 3: L'Ordine Nero, come parte del DLC Marvel Knights: Curse of the Vampire.
- Moon Knight appare come personaggio giocabile in Marvel Rivals.